# Італійський томатний пиріг
Італійський томатний пиріг (англ. Italian tomato pie) — італоамериканська та італо-канадська несолодка випічка, яка має італійське коріння. Складається з товстого, пористого, схожого на фокачу тіста, покритого томатним соусом. Пиріг можна посипати сиром романо чи орегано. Зазвичай його не подають прямо з духовки, а дають охолонути, а потім вживають за кімнатної температури або розігрівають. Як і сицилійська піца, томатний пиріг випікають у великій прямокутній сковороді і зазвичай подають квадратними шматочками, хоча в Род-Айленд його нарізають прямокутниками, як піцу аль-тальо (італ. «нарізана», «шматочками»). Томатний пиріг походить від італійської піци сфінчоне і нагадує її, хоча це не одна і та ж страва; наприклад, сфінчоне може мати начинку, зазвичай подається гарячою і має скоринку, більше схожу на бріош, ніж на фокачу.

## Історія
У статті 1903 року в «Нью-Йорк трибюн» про їжу італоамериканців описано ранню версію томатного пирога. Томатний пиріг продається пекарнею Iannelli's Bakery у Філадельфії з 1910. У Ютиці, штат Нью-Йорк, сім'я, яка пізніше заснувала піцерію O'Scugnizzo в 1914 році, продавала томатні пироги протягом кількох років до цього, починаючи з 1910 року.

## Регіональні назви
- Ютіка: tomato pie[9]
- Філадельфія: church pie, gravy pie ( "Italian gravy", i.e. tomato sauce) [5][10]
- Род-Айленд: bakery pizza[11], party pizza, pizza strips, red bread, strip pizza[12][13]
- Монреаль: tomato pizza, cold pizza, pizza bread[14]
- Гамільтон, Онтаріо: Roma pizza (за назвою пекарні), bread pizza, slab pizza[15][16][17]

## Галерея

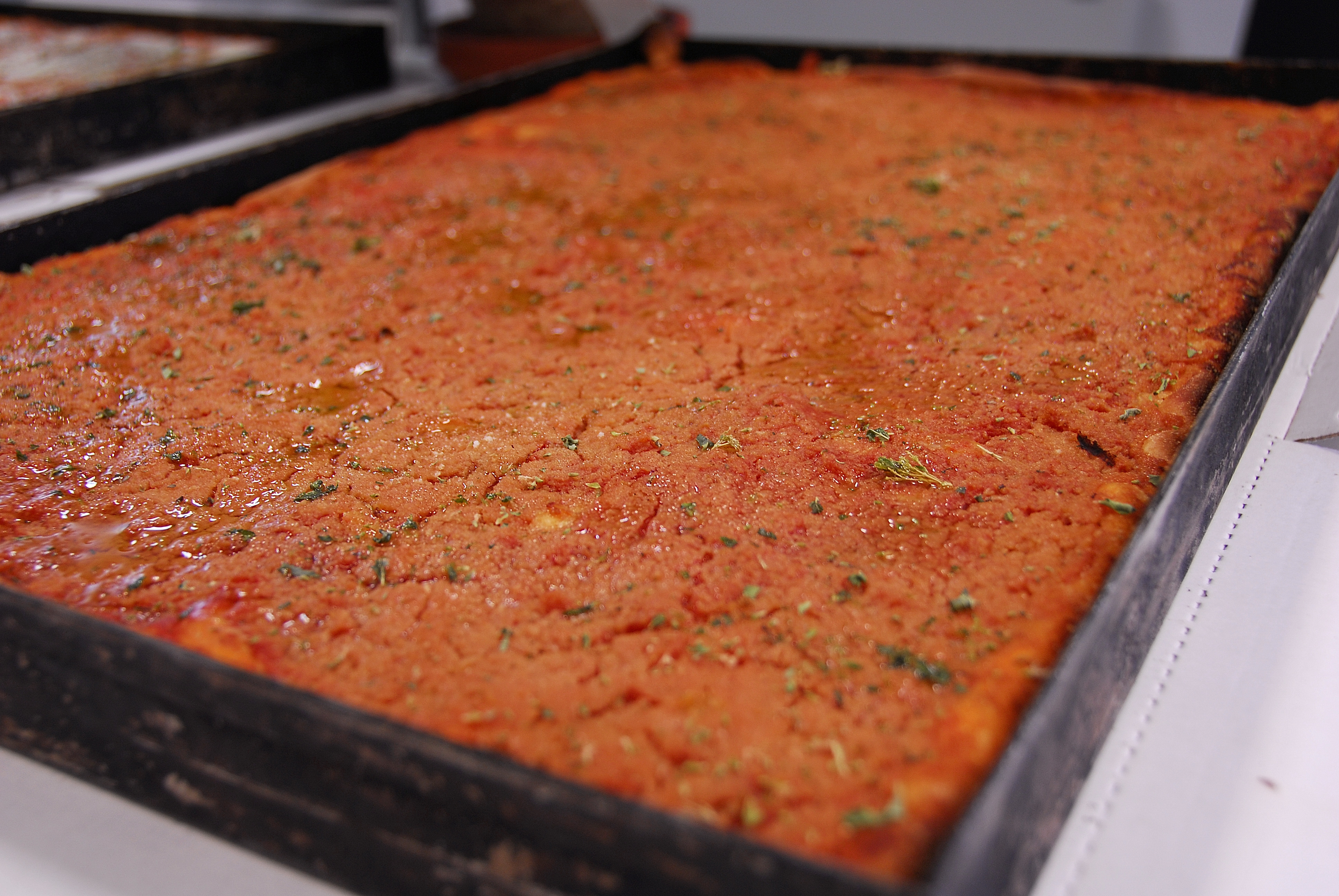
Типичный палермський сфинчоне
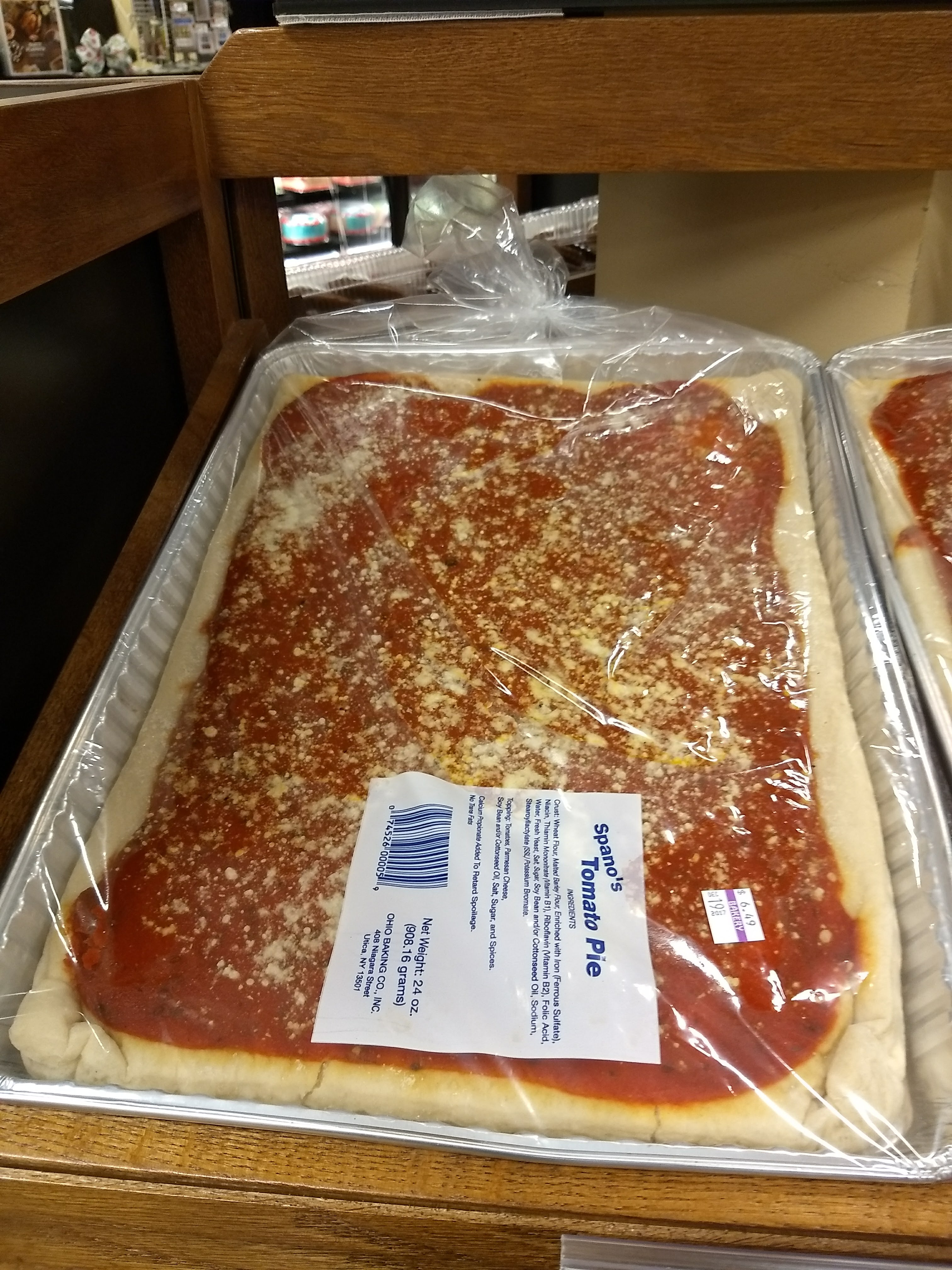
Томатний пиріг для продажу у продуктовому магазині неподалік від Ютіки
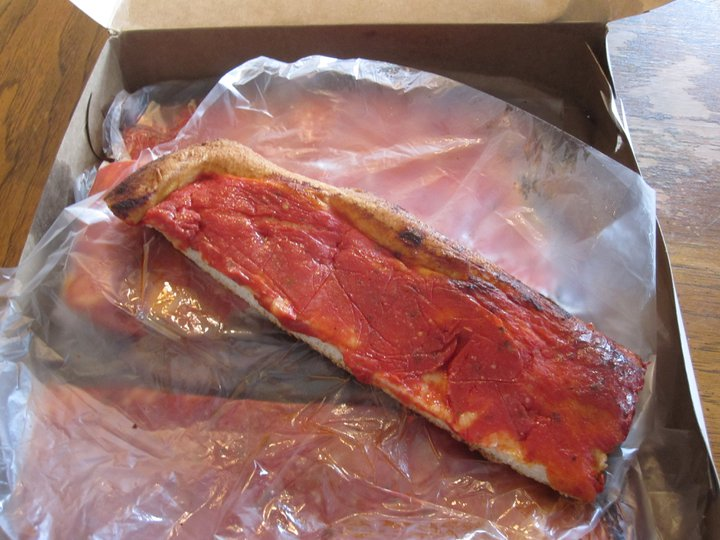
Шматочки піци Род-Айленда